# Verificação
Verificação é o ato intrínseco de verificar se algum conhecimento filosófico, jurídico, político, científico ou educacional está condizente com as realidade e verdade, ou se precisa de maior embasamento técnico-científico, de mais estudos

## Comércio
A finalidade de se proceder à verificação é manter corretas as medidas comerciais e que envolvam as saúde e segurança das pessoas. Uma boa verificação pode ser conseguida mediante a utilização de alguns instrumentos de precisão, como o esfignômamometro, por exemplo.
A verificação é atestada por documentação oficial. Entre os documentos, encontramos: certificado, laudo e marca de verificação, etiqueta de inventário, notificação, selo de lacração, além de outros.
Os aparelhos que aferem medição são regulamentados por legislação especial. Exemplos dessa legislação são a Resolução Conmetro 11/88 e a Portaria Inmetro 34/98.A Resolução Conmetro 11/88 aprova o Regulamento Metrológico legal no Brasil. Já a Portaria Inmetro 34/98 institui as etiquetas, selos de verificação, entre outros documentos congêneres. Existe também uma legislação específica por tipo de instrumento utilizado. Por exemplo, para o esfignômamometro temos a Portaria Inmetro 153/05; já para o peso-padrão usa-se a Portaria Inmetro 233/94, entre outras legislações usadas no Brasil.
Dependendo do produto a ser inspecionado e do exame de inspeção específico, a taxa de cobrança pelo exame pode variar entre 10 centavos de real e até mesmo, 10000, 10500 reais.
Tal fiscalização deve ser sempre fiscalizada por uma auditoria da própria localidade aonde é feito o teste, ou por alguma localidade independente, que sirva apenas como auditoria. Há casos em que a auditoria é feita por duas localidades: a do local do teste e a de um outro local independente. Esse recurso pode ser usado como forma de comparar as duas interpretações dos testes a serem feitos, pois auditores independentes, trabalhando em locais diferentes mas pela mesma finalidade, podem interpretar de forma diferente um do outro.